# Sarbia
Sarbia is een geslacht van vlinders van de familie dikkopjes (Hesperiidae), uit de onderfamilie Pyrrhopyginae.

## Soorten
- S. antias (Felder & Felder, 1859)
- S. catomelaena Mabille & Boullet, 1908
- S. damippe Mabille & Boullet, 1908
- S. josepha (Plötz, 1879)
- S. luteizona Mabille, 1877
- S. oneka (Hewitson, 1866)
- S. pertyi (Plötz, 1879)
- S. spixii (Plötz, 1879)
- S. xanthippe (Lattreille, 1824)